# Tina Maze
Tina Maze, née le 2 mai 1983 à Slovenj Gradec, est une skieuse alpine slovène. Gagnante du classement général de la Coupe du monde en 2013 et double championne olympique en 2014, elle a également remporté quatre titres dans quatre disciplines aux championnats du monde entre 2011 et 2015.
Active depuis 1998 au niveau international, elle remporte deux médailles d'or aux Jeux olympiques de Sotchi 2014, l'une partagée en descente et l'autre en slalom géant, s'adjugeant les deux premiers titres de la Slovénie aux Jeux d'hiver. Elle avait gagné  deux médailles d'argent en super G et en slalom géant aux Jeux olympiques de Vancouver 2010  où elle était la porte-drapeau de son pays. Aux championnats du monde, elle totalise neuf médailles dont quatre titres dans quatre disciplines : slalom géant (2011), super G (2013), descente (2015) et super-combiné (2015).
Tina Maze participe à la Coupe du monde depuis la saison 1999. Elle s'illustre dans toutes les disciplines, comptant des victoires dans chacune des cinq spécialités, à l'instar de Petra Kronberger, Pernilla Wiberg, Janica Kostelić, Anja Pärson, Lindsey Vonn et plus tard, Mikaela Shiffrin. Sa domination sur la saison de Coupe du monde 2012-2013 est telle qu'elle remporte le gros globe de cristal bien avant son terme, dès le 24 février 2013, auquel elle ajoute ensuite les petits globes du super G et du slalom géant. Comme Kronberger et Kostelić avant elle, la skieuse slovène signe au moins une victoire dans chacune des cinq disciplines au cours du même hiver. Elle marque par ailleurs l'histoire de son sport cette même saison, en devenant la toute première femme à dépasser la barre des 2 000 points au classement général et en établissant un nouveau record hommes et femmes confondus (2 414 points). Tina Maze totalise vingt-six victoires et quatre-vingt-un podiums sur le circuit international. Elle choisit de mettre un temps d'arrêt à son parcours sportif international en ne disputant pas la saison 2015-2016, afin de se consacrer notamment à ses études. Cependant, elle annonce le 20 octobre 2016 qu'elle met un terme à sa carrière couronnée de succès.

## Parcours sportif

### Jeunesse et débuts (1999-2004)
Tina Maze commence le ski à l'âge de deux ans et réalise des débuts prometteurs : dès 1999, elle participe à la coupe d'Europe de ski alpin et remporte plusieurs victoires en slalom géant. Elle fait ses débuts en coupe du monde la même saison. Elle décroche son premier top dix dès sa sixième course en 2001, lors du géant de Maribor. En 2002, elle signe son premier podium en coupe du monde, de nouveau lors d'un géant à Maribor, puis participe aux Jeux olympiques où elle se classe douzième du slalom géant. Après avoir remporté le titre de championne de Slovénie de la discipline, elle commence la saison 2003 en obtenant sa première victoire en coupe du monde lors du géant inaugural à Sölden, ex æquo avec Andrine Flemmen et Nicole Hosp, puis termine cinquième du géant des championnats du monde de Saint-Moritz. En 2004, elle remporte un nouveau titre national en slalom géant et s'ouvre aussi au slalom en terminant deuxième des championnats de Slovénie. Ses résultats en coupe du monde sont plus décevants puisqu'elle ne monte qu'une fois sur le podium, en février à Zwiesel.

### Révélation et années difficiles (2005-2008)

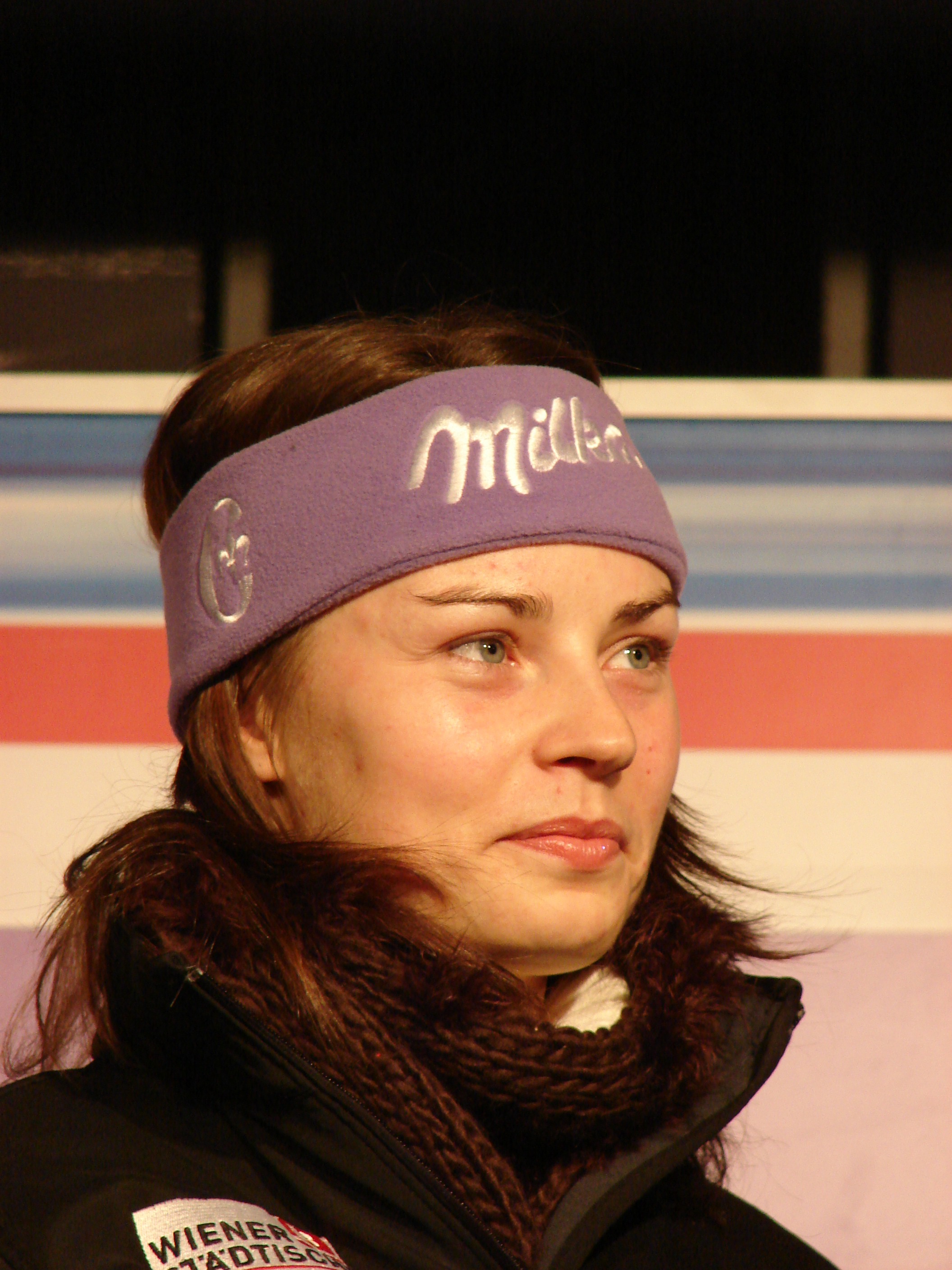
Tina Maze en 2006 durant une cérémonie de tirage de dossards a Semmering.

La saison 2005 est celle de la révélation pour Tina Maze. Alors qu'elle devient plus polyvalente en signant son premier podium en super G à Altenmarkt, elle remporte aussi trois victoires en slalom géant, à Saint-Moritz, Santa Caterina, et Maribor et termine quatrième du classement de la discipline à moins de 100 points de Tanja Poutiainen, et dixième du classement général. Ces bonnes performances lui valent le titre honorifique de sportive slovène de l'année.
Maze entame la saison 2006 par sa deuxième victoire à Sölden, et se sent confiante pour la suite : « Je me sens plus forte qu'il y a trois ans. Gagner ici me donne de l'énergie pour toute la saison. Il y a trois ans, j'avais gagné ici mais ensuite mon ski était allé de mal en pis. Mon but cette saison sera de skier aussi bien qu'aujourd'hui. [...] Je suis fière de partager le podium avec Janica Kostelić et Anja Pärson. Le fait qu'elles gagnent des descentes et des super G me motive. Je peux le faire aussi. ». Mais si elle réalise une bonne saison en géant ponctuée par un nouveau podium dans la discipline à Lienz et accroche un podium surprise en super G à Saint-Moritz, elle est moins performante que l'hiver précédent et se classe quatorzième du classement général. Aux Jeux olympiques de Turin, elle ne fait pas mieux qu'en 2002, se classant douzième du slalom géant et 39e du super G.
Après deux saisons prometteuses récompensées par quatre victoires, Maze réalise une année 2007 décevante avec seulement trois entrées dans le top dix. Elle sauve une saison 2008 marquée par des problèmes personnels grâce à une victoire inattendue lors de la descente de Saint-Moritz : alors qu'elle n'avait jamais signé de top dix dans la discipline, elle devance Maria Holaus et Lara Gut malgré un dossard très élevé, grâce notamment à des conditions climatiques favorables. Elle rappelle néanmoins que « c'est sa piste favorite » et qu'elle a « toujours fait de grandes courses ici. »

### Retour au premier plan (depuis 2009)

#### 2008-2009: premier podium mondial
Au début de la saison 2009, une nouvelle victoire à domicile sur le slalom géant de Maribor permet à Tina Maze de revenir au premier plan. Un mois plus tard, elle remporte en effet sa première médaille en championnats du monde en terminant deuxième du géant sur la piste de Val d'Isère et déclare que « c'est une magnifique sensation d'être sur le podium », Elle continue sur sa lancée en montant sur le podium de la descente et du super G de Bansko,, ainsi qu'au super G de Tarvisio, puis en remportant le slalom géant lors des finales disputées à Åre. Avec cinq podiums et seize top dix au cours de l'hiver, elle réalise sa meilleure saison et termine troisième au classement du géant, septième en super G, sixième en descente et au général. Pour clore l'hiver, elle remporte deux titres de championne de Slovénie, en géant et en super G.

#### 2009-2010: deux médailles à Vancouver

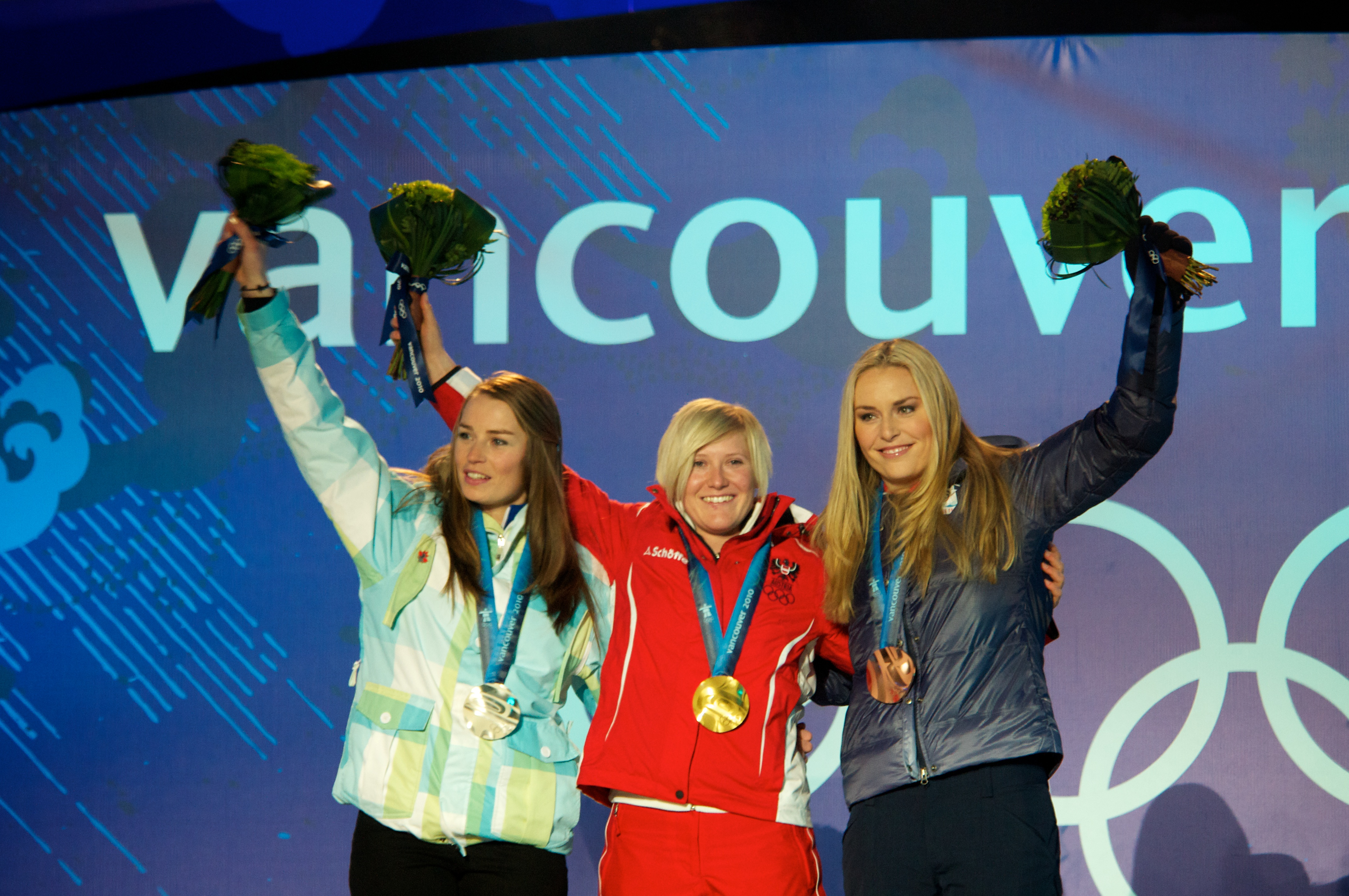
Tina Maze à gauche médaillée d'argent du super G des Jeux olympiques d'hiver de 2010 accompagnée d'Andrea Fischbacher en or et Lindsey Vonn en bronze.

Maze commence la saison 2010 sur la lancée de l'hiver précédent, terminant deuxième du slalom géant d'Åre dominé par la française Tessa Worley puis décrochant le premier podium de sa carrière en slalom à domicile dans la station slovène de Maribor. Elle décroche en outre plusieurs places d'honneur et arrive en confiance à Whistler pour disputer les Jeux olympiques. En une semaine, elle finit dans le top dix des cinq épreuves qu'elle dispute et obtient deux médailles d'argent, en super G derrière Andrea Fischbacher et en géant, devancée de seulement quatre centièmes par l'allemande Viktoria Rebensburg, devenant ainsi la première Slovène à remporter une médaille d'argent aux Jeux olympiques d'hiver. Elle ajoute a ces Jeux olympiques réussi une victoire en coupe du monde lors du géant de Garmisch-Partenkirchen, station où se dérouleront les championnats du monde 2011. Dans le top dix de tous les géants de la saison, elle décroche son premier globe de bronze en terminant troisième du classement de la spécialité. Ses sixième et huitième places en slalom et en super G lui offrent la quatrième place du classement général. Après une ultime victoire lors du géant de ses championnats nationaux, elle remporte pour la deuxième fois la distinction de sportive slovène de l'année.

#### 2010-2011: un titre historique pour la Slovénie
Après un début d'hiver 2011 assez bon, marqué par plusieurs top dix, Tina Maze retrouve le podium en terminant troisième du géant de Saint-Moritz puis du slalom de Courchevel. Lors du premier City Event couru en coupe du monde, un slalom parallèle disputé à Munich, elle s'incline en finale contre Maria Pietilä Holmner. Grâce à ses bons résultats en slalom géant, elle fait partie des favorites de l'épreuve aux championnats du monde 2011. Comme l'année précédente en coupe du monde, elle remporte l'épreuve à Garmisch et obtient son premier titre de championne du monde, devenant la première Slovène à décrocher un titre mondial en ski alpin,. Une semaine plus tard, à Åre, elle termine deuxième du super-combiné et de la descente,. En fin de saison, elle remporte deux victoires dans des disciplines où son palmarès était encore vierge : en combiné à Tarvisio, et en slalom lors de la dernière course de l'hiver à Lenzerheide. Moins performante que l'hiver précédent en géant et en super G, elle progresse dans les autres disciplines, finit deuxième du classement du super-combiné et s'adjuge la troisième place du classement général de la coupe du monde. Elle achève sa saison avec un nouveau titre de championne nationale, cette fois en slalom, et est sacrée sportive slovène de l'année pour la troisième fois.

#### 2011-2012: dauphine de Lindsey Vonn
Maze commence l'hiver 2012 par des contre-performances lors de la tournée américaine mais se rattrape vite en réalisant de bonnes prestations en slalom, comme en fin de saison précédente : troisième à Flachau, elle monte sur la deuxième marche du podium à Lienz et à Zagreb, à chaque fois derrière Marlies Schild qui domine largement la discipline. Elle renoue aussi avec les bons résultats en super G en se classant deuxième à Bad Kleinkirchheim. À cette occasion, l'équipe suisse dépose une réclamation auprès de la fédération internationale de ski, affirmant que Maze porterait des sous-vêtements en caoutchouc interdits par le règlement. Après une enquête de la fédération, la plainte est finalement rejetée ; une semaine plus tard, après une nouvelle deuxième place à Cortina d'Ampezzo, elle dévoile son soutien-gorge portant un message « Not your business » (« Ce ne sont pas vos affaires »), mettant un terme à la polémique. En super-combiné, les deux seules courses de l'hiver ont lieu à Saint-Moritz où elle termine deuxième et cinquième, ce qui lui permet de s'adjuger la deuxième place au classement de la discipline. Dans le top dix lors des premiers géants de la saison, elle monte trois fois de plus sur le podium, finissant deuxième dans la station andorrane de Soldeu et échouant à quelques centièmes de la victoire lors des deux manches remportées par Viktoria Rebensburg à Ofterschwang. Lors des finales de Schladming, elle termine troisième de la descente, concluant un hiver ponctué par des podiums dans les cinq disciplines. Si elle ne remporte aucune épreuve, Maze est très régulière tout au long de la saison et obtient la deuxième place du classement général de la coupe du monde, derrière l'Américaine Lindsey Vonn. Pour sa dernière course de l'hiver, elle gagne un nouveau titre de championne nationale en slalom géant.

#### 2012-2013: le record
Tina Maze entame la saison 2013 par une victoire lors du slalom géant de Sölden, prenant ainsi la tête du classement général de la coupe du monde ainsi que de celui de la spécialité dès la première course. Quatrième du slalom de Levi, Maze accentue son avantage grâce à une victoire en géant et une troisième place en slalom à Aspen. La Slovène conserve la tête à l'issue des trois courses de Lake Louise remportées par Lindsey Vonn. À Saint-Moritz, elle remporte tout d'abord le super combiné, finit deuxième du super G et gagne le slalom géant. Avec 677 points, elle devance alors Maria Höfl-Riesch de 234 points au classement provisoire de la coupe du monde. Gagnante pour la quatrième fois consécutive en slalom géant à Courchevel, elle obtient ensuite quatre podiums consécutifs en géant et en slalom pour pointer en tête du classement général de la coupe du monde à la fin de l'année avec 427 points d'avance sur Höfl-Riesch. Le 13 janvier 2013, une semaine après son premier abandon de sa saison en slalom, Maze rentre dans l'histoire en remportant le super G de Sankt Anton s'imposant dans la seule discipline manquant à son palmarès et rejoignant ainsi Petra Kronberger, Pernilla Wiberg, Janica Kostelić, Anja Pärson et sa rivale Lindsey Vonn dans le gotha des skieuses ayant remporté une victoire dans les cinq disciplines du ski alpin. Une semaine plus tard, elle signe 2 nouveaux podiums en vitesse lors du week-end de Cortina d'Ampezzo qui lui permettent d'aborder le week-end technique à domicile dans la station de Maribor en pleine confiance. Deuxième du slalom géant derrière sa rivale Lindsey Vonn, la Slovène remporte le premier globe de spécialité de sa carrière puisqu'elle compte plus de 200 points d'avance sur Kathrin Zettel à 2 géants de la fin. Le lendemain, Maze remporte le slalom organisé dans la station slovène devant Frida Hansdotter et Kathrin Zettel soit sa septième victoire de l'hiver lui permettant de conforter son avance au classement général de la coupe du monde.
Maze aborde forte de sa domination, les Championnats du monde disputés à Schladming en Autriche en position de favorite pour obtenir une médaille dans les cinq disciplines. Elle déclare viser deux médailles. Lors de la première course, le Super G, Maze s'impose devant Lara Gut et Julia Mancuso alors que sa rivale Lindsey Vonn chute et se blesse grièvement au genou droit, ce qui met fin à sa saison. Trois jours après, lors du super combiné, malgré le meilleur temps de la descente, la Slovène est battue par Maria Höfl-Riesch entre les piquets du slalom et doit se contenter d'une médaille d'argent comme deux ans plus tôt. La Slovène perd ensuite son titre en slalom géant, mais obtient une nouvelle médaille d'argent en terminant sa course à 1 seconde 12 centièmes de Tessa Worley. Maze conclut ces championnats par une cinquième place en slalom.
Lors du week-end suivant disputé à Méribel en France, Maze termine 4e de la descente remportée par Carolina Ruiz Castillo et remporte le lendemain sa 8e victoire de la saison en super combiné. En tête au terme de la descente, elle gagne à l'issue de la manche de slalom devant les Autrichiennes Nicole Hosp et Michaela Kirchgasser. Cette victoire, combinée à l'abandon de Maria Höfl-Riesch, permet à Maze de remporter la coupe du monde 2013 neuf manches avant son terme. Lors du super G de Garmisch-Partenkirchen disputé le 1er mars, la deuxième place de Maze derrière Tina Weirather, qui représente son dix-neuvième podium de la saison, lui permet de battre le record du nombre de podiums de coupe du monde en une saison détenu jusque-là par Hanni Wenzel (en 1980) et Pernilla Wiberg (en 1997). Le lendemain, en remportant la descente de Garmisch, Tina Maze, en plus de revenir à un point de Lindsey Vonn au classement de la descente, dépasse la barre des 2 000 points au classement général de la Coupe du monde. Elle est la première skieuse alpine de l'histoire à atteindre ce score, et seulement la 2e, hommes et femmes confondus, 13 ans après Hermann Maier améliorant même son record qui était de 2 000 points tout rond au terme de la saison 1999-2000, alors que Maze totalise déjà 2 024 points à 7 courses du terme de la saison. Cette victoire permet en outre à Maze de rejoindre Petra Kronberger (en 1991), Janica Kostelić (en 2006) et Marc Girardelli (en 1989) qui s'étaient imposés sur une saison dans les 5 disciplines du ski alpin.
Maze continue sur sa lancée le week-end suivant dans la station allemande d'Ofterschwang en terminant 2e du géant derrière Anna Fenninger et en signant le lendemain la 10e victoire de sa saison lors du slalom devant Wendy Holdener et sa rivale pour le globe de la spécialité Mikaela Shiffrin. Cette victoire lui permettant ainsi de prendre la tête du classement de la discipline avant le dernier slalom des finales de Lenzerheide. Ces 2 podiums du week-end bavarois lui permettent de rejoindre Hermann Maier et ses 22 podiums lors de la saison 2000.
Elle se présente lors des finales de la coupe du monde 2013 disputées à Lenzerheide avec la possibilité de réussir un grand chelem historique puisque Maze est en position de remporter tous les globes de spécialités en plus du classement général déjà acquis avant les dernières courses de la saison. Cependant le mercredi 13 mars 2013, la descente est annulée à cause du brouillard permettant de fait à sa rivale blessée depuis les mondiaux, Lindsey Vonn de remporter sans courir le globe de la spécialité pour un point devant Maze mettant fin aux espoirs de grand chelem de la Slovène. Le lendemain à la suite d'une nouvelle annulation, Maze remporte sans concourir son 2e petit globe de cristal de la saison avec celui du super G. Deux jours plus tard lors du slalom, Maze ne parvient pas malgré une première manche dominée à contenir le retour en seconde manche de l'Américaine Mikaela Shiffrin qui remporte la course et ravit le globe de la discipline à la Slovène, troisième de la course, pour trente-trois points. Maze termine la saison en remportant le slalom géant devant Tessa Worley. La Slovène établit le record de points en coupe du monde, hommes et femmes confondus, avec 2 414 points.

#### 2013-2014: doublé aux Jeux olympiques
Tina Maze se fait plus discrète durant la première partie de la saison 2013-2014, enregistrant trois podiums dans trois disciplines et quelques rares places d'honneur. Elle n'obtient sa première victoire qu'a la fin du mois de janvier en dominant la deuxième descente de Cortina d'Ampezzo laissant entrevoir un début de pic de forme quinze jours avant le véritable objectif de sa saison que sont les Jeux olympiques de Sotchi.

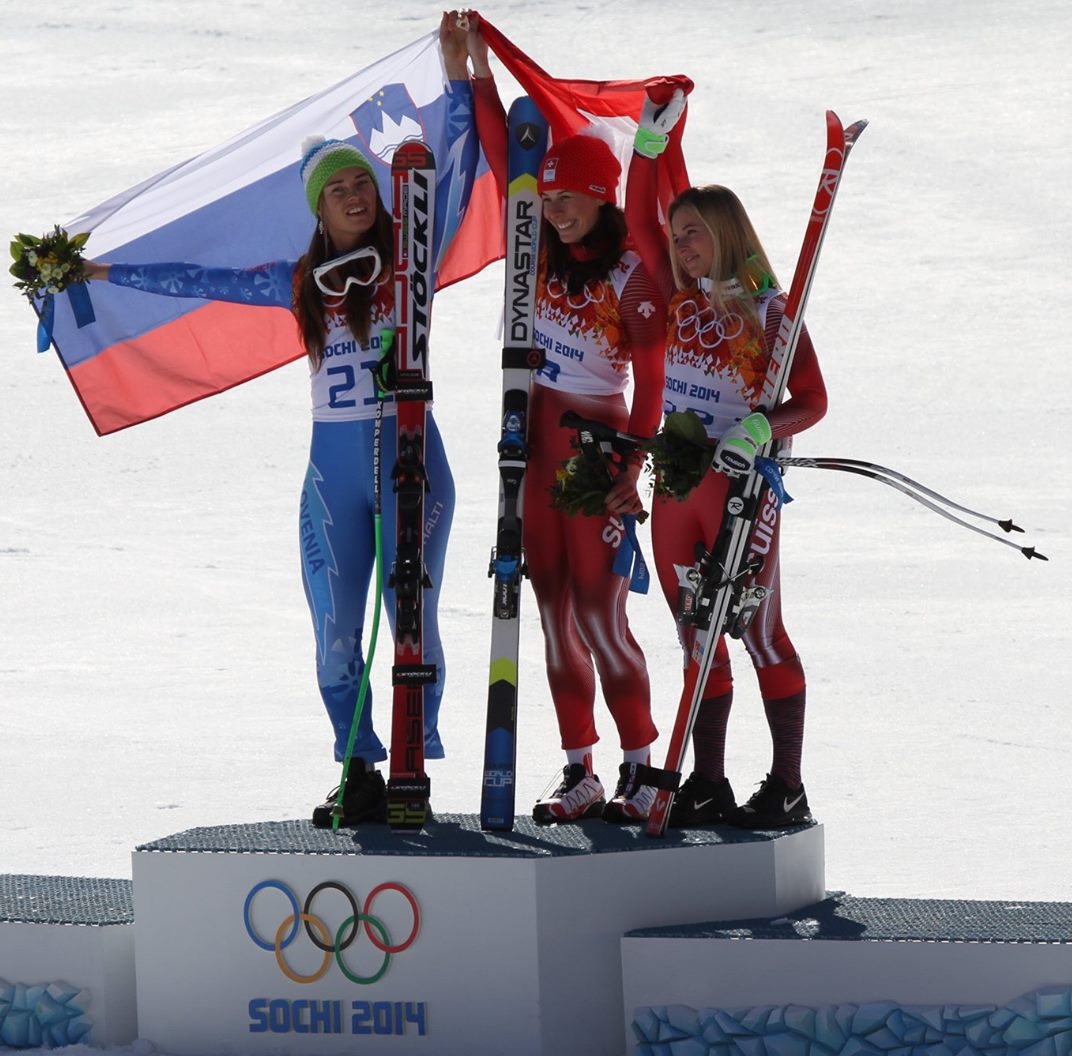
La première marche du podium de la descente olympique partagée avec Dominique Gisin. Lara Gut médaillée de bronze.

En Russie, Tina Maze débute le 10 février par le Super-Combiné au cours duquel bien que signant le 2e chrono de la descente, elle ne réalise que le 7e chrono de la manche de slalom loin de Maria Höfl-Riesch qui accroche le titre olympique et de Nicole Hosp médaillée d'argent, la slovène échouant finalement au pied du podium a seulement 10 centièmes de Julia Mancuso médaillée de bronze. Deux jours plus tard, Tina Maze s'élance avec le dossard no 21 d'une descente olympique dominée a ce moment par la Suissesse Dominique Gisin. Elle réalise au terme d'une descente engagée le même chrono (1 min 41 s 57) au centième près que Gisin, et la médaille d'or leur est attribuée conjointement le bronze échouant a une autre suissesse Lara Gut, ce titre partagé constitue une grande première aux Jeux et Tina Maze devient en outre la première représentante de la nation slovène championne olympique lors de Jeux olympiques d'hiver. Cinquième du Super G dominé par l'autrichienne Anna Fenninger encore comme lors du combiné a dix centièmes du podium, Tina Maze conclut une première semaine réussie et aborde en confiance le 18 février, le géant olympique bien que dans une position d'outsider. Tina Maze conquiert ce jour-là un second titre olympique en construisant sa victoire lors de la première manche qu'elle domine largement. L'avance prise initialement lui permet en effet de contenir le retour d'Anna Fenninger en seconde manche pour la devancer finalement de sept centièmes à l'arrivée. Fatiguée nerveusement, Maze conclut ses Jeux olympiques par une huitième place lors du slalom dominé par la jeune américaine Mikaela Shiffrin mais peut se satisfaire d'avoir fini dans les huit meilleures sur chacune des courses qu'elle a disputées à Sotchi, signe de sa grande polyvalence.
Elle termine la saison en roue libre malgré quelques places d'honneur au quatrième rang du classement général de la Coupe du monde avec 964 points loin de Fenninger.

#### 2014-2015: double championne du monde
Lors des Championnats du monde 2015, Maze obtient le titre en descente et en super-combiné, ainsi que l'argent en Super G. Deuxième du classement général de la Coupe du monde, Maze annonce en mai 2015 ne pas participer à la saison 2015-2016 pour se consacrer à ses études et de la communication avec ses sponsors.

## Palmarès

### Jeux olympiques d'hiver
| Épreuve / Édition | Salt Lake City 2002 | Turin 2006 | Vancouver 2010 | Sotchi 2014 |
| Descente          | -                   | -          | 18e            | Or          |
| Super G           | -                   | 39e        | Argent         | 5e          |
| Slalom géant      | 12e                 | 12e        | Argent         | Or          |
| Combiné           | -                   | -          | 5e             | 4e          |
| Slalom            | -                   | -          | 9e             | 8e          |

### Championnats du monde
| Épreuve / Édition | Sankt Anton 2001 | Saint-Moritz 2003 | Bormio 2005 | Åre 2007 | Val d'Isère 2009 | Garmisch-Partenkirchen 2011 | Schladming 2013 | Vail - Beaver Creek 2015 |
| Descente          | –                | –                 | –           | –        | 14e              | 5e                          | 7e              | Or                       |
| Super G           | 32e              | –                 | 6e          | 14e      | 5e               | 11e                         | Or              | Argent                   |
| Slalom géant      | 22e              | 5e                | Ab.         | 22e      | Argent           | Or                          | Argent          | 5e                       |
| Slalom            | 16e              | Ab.               | Ab.         | Ab.      | –                | 5e                          | 5e              | 8e                       |
| Combiné           | –                | –                 | 10e         | Ab.      | Ab.              | Argent                      | Argent          | Or                       |

### Coupe du monde
- 1 gros globe de cristal :
  - Vainqueur du classement général en 2013.
- 2 petits globes de cristal :
  - Vainqueur du classement du super G en 2013.
  - Vainqueur du classement du slalom géant en 2013.
- 81 podiums dont 26 victoires (14 en slalom géant, 4 en descente, 1 en super G, 3 en combiné et 4 en slalom).

#### Différents classements en Coupe du monde
| Saison / Épreuve | Saison / Épreuve | Général | Général | Descente | Descente | Super G | Super G | Slalom géant | Slalom géant | Slalom | Slalom | Combiné | Combiné |
| ---------------- | ---------------- | ------- | ------- | -------- | -------- | ------- | ------- | ------------ | ------------ | ------ | ------ | ------- | ------- |
| Saison / Épreuve | Saison / Épreuve | Class.  | Points  | Class.   | Points   | Class.  | Points  | Class.       | Points       | Class. | Points | Class.  | Points  |
| 2001             | 2001             | 54e     | 109     | -        | -        | -       | -       | 23e          | 93           | 44e    | 16     | -       | -       |
| 2002             | 2002             | 36e     | 236     | -        | -        | -       | -       | 8e           | 224          | 44e    | 12     | -       | -       |
| 2003             | 2003             | 38e     | 190     | -        | -        | -       | -       | 13e          | 190          | -      | -      | -       | -       |
| 2004             | 2004             | 33e     | 244     | -        | -        | 47e     | 10      | 8e           | 234          | -      | -      | -       | -       |
| 2005             | 2005             | 10e     | 650     | 31e      | 31       | 9e      | 236     | 4e           | 366          | 39e    | 17     | -       | -       |
| 2006             | 2006             | 14e     | 525     | 37e      | 36       | 13e     | 164     | 7e           | 309          | 46e    | 7      | 32e     | 9       |
| 2007             | 2007             | 30e     | 268     | -        | -        | 10e     | 143     | 19e          | 81           | 51e    | 7      | 19e     | 37      |
| 2008             | 2008             | 28e     | 287     | 18e      | 125      | 19e     | 98      | 30e          | 24           | -      | -      | 17e     | 40      |
| 2009             | 2009             | 6e      | 852     | 6e       | 256      | 7e      | 202     | 3e           | 368          | -      | -      | 21e     | 26      |
| 2010             | 2010             | 4e      | 943     | 25e      | 67       | 8e      | 200     | 3e           | 372          | 6e     | 272    | 14e     | 32      |
| 2011             | 2011             | 3e      | 1139    | 8e       | 261      | 18e     | 83      | 6e           | 208          | 7e     | 295    | 2e      | 212     |
| 2012             | 2012             | 2e      | 1402    | 9e       | 210      | 4e      | 257     | 5e           | 367          | 3e     | 413    | 2e      | 125     |
| 2013             | 2013             | 1re     | 2414    | 2e       | 339      | 1re     | 420     | 1re          | 800          | 2e     | 655    | 1re*    | 200     |
| 2014             | 2014             | 4e      | 964     | 3e       | 409      | 7e      | 183     | 13e          | 184          | 16e    | 148    | 6e*     | 40      |
| 2015             | 2015             | 2e      | 1531    | 3e       | 356      | 3e      | 390     | 5e           | 266          | 3e     | 439    | 2e*     | 80      |

- *En 2013, la Fédération internationale de ski décide de ne pas attribuer de globe concernant le classement du combiné[70].

#### Détail des victoires
| Saison    | Descente               | Super G     | Slalom géant                                     | Slalom               | Super-combiné        | Total |
| 2002-2003 | -                      | -           | Sölden                                           | -                    | -                    | 1     |
| 2004-2005 | -                      | -           | Saint-Moritz Santa Caterina Maribor              | -                    | -                    | 3     |
| 2005-2006 | -                      | -           | Sölden                                           | -                    | -                    | 1     |
| 2007-2008 | Saint-Moritz           | -           | -                                                | -                    | -                    | 1     |
| 2008-2009 | -                      | -           | Maribor Åre                                      | -                    | -                    | 2     |
| 2009-2010 | -                      | -           | Garmisch-Partenkirchen                           | -                    | -                    | 1     |
| 2010-2011 | -                      | -           | -                                                | Lenzerheide          | Tarvisio             | 2     |
| 2012-2013 | Garmisch-Partenkirchen | Sankt Anton | Sölden Aspen Saint-Moritz Courchevel Lenzerheide | Maribor Ofterschwang | Saint-Moritz Méribel | 11    |
| 2013-2014 | Cortina d'Ampezzo      |             |                                                  |                      |                      | 1     |
| 2014-2015 | Lake Louise            |             | Åre                                              | Levi                 |                      | 3     |
| Total     | 4                      | 1           | 14                                               | 4                    | 3                    | 26    |

### Coupe d'Europe
- 6 podiums, dont 2 victoires.

### Championnats de Slovénie
- Championne de slalom géant en 2002, 2003, 2004, 2009 et 2010.
- Championne de super G en 2009.
- Championne de slalom en 2011.

## Vie privée et musique

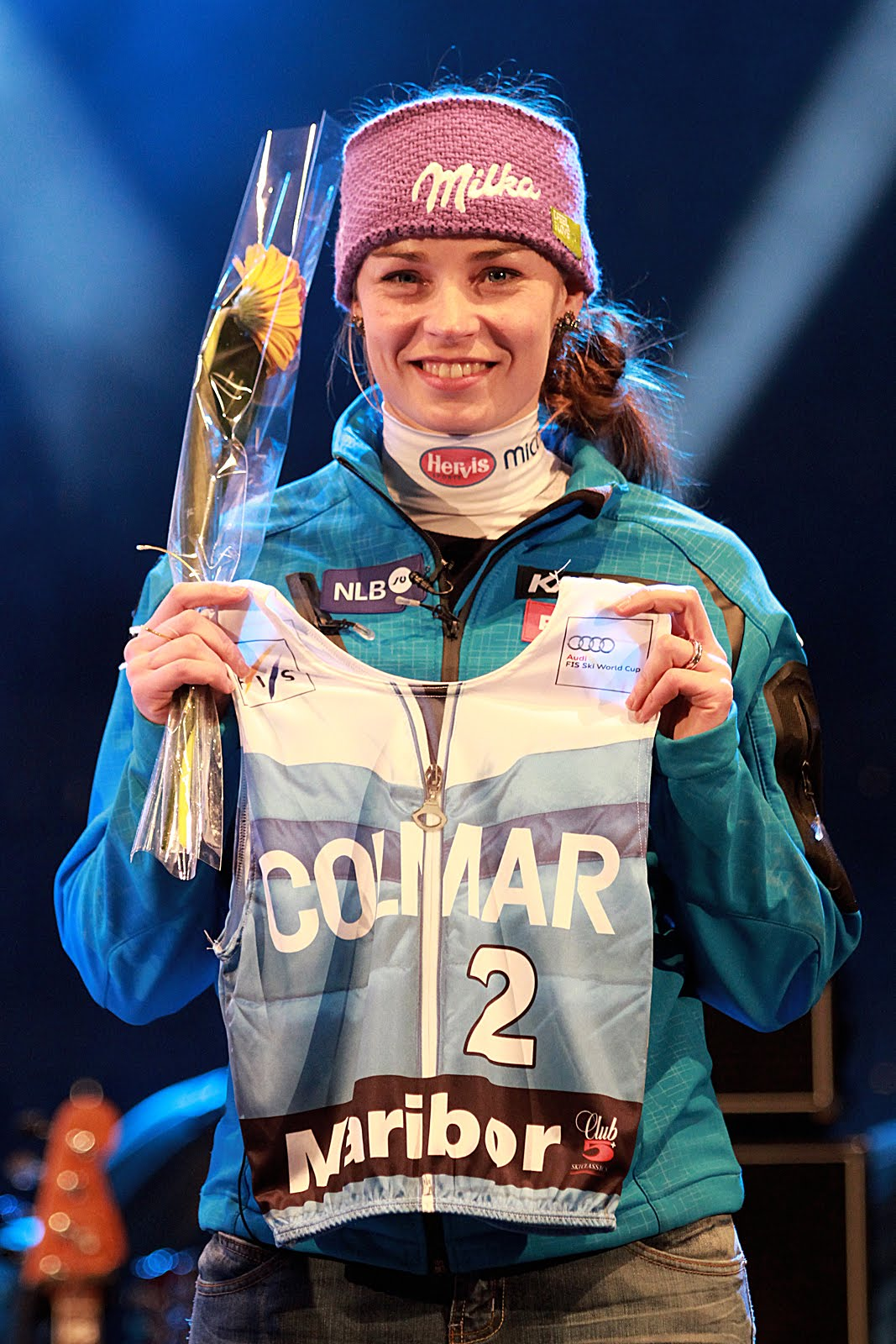
Tina Maze en janvier 2011

Quand elle n'est pas en compétition ou en train de s'entraîner à l'étranger, Tina Maze habite sa ville natale de Črna na Koroškem. Elle vit en couple avec son actuel entraîneur italien Andrea Massi. Massi est de 16 ans son aîné et vient de Gorizia, une ville située sur la frontière entre l'Italie et la Slovénie. Il est citoyen italien et parle couramment les deux langues.
À l'école primaire, en dehors de sa pratique assidue du ski, Tina Maze a également appris à jouer du piano.
Durant sa préparation pour la saison 2012-2013, elle a enregistré sa première chanson, My Way Is My Decision, dont elle évoque la réalisation sur son blog,. Les médias de son pays n'ont pas manqué à cette occasion de parler de la naissance d'une « popstar » ou « rockstar »,,,. Elle également à cette occasion suscité l'intérêt des médias étrangers,,.
My Way is My Decision a été produite par Raay, un des producteurs les plus réputés de son pays. La musique a été écrite par Matjaž Jelen et Raay, et les paroles par Charlie Mason et Leon Oblak. La chanson, sortie le 26 octobre 2012 à la veille de la première épreuve de la Coupe du monde à Sölden est rapidement devenue très populaire : le clip sur YouTube est le plus visionné pour un artiste slovène et a dépassé les 400 000 vues en moins de trois jours, ce qui constitue le démarrage le plus rapide pour un titre slovène dans l'industrie musicale. La chanson résonne également dans les aires d'arrivée de Coupe du monde, comme le 2 mars 2013 à Garmisch après que Tina Maze a passé la ligne d'arrivée de la descente avec le meilleur temps.